# Camurac
Camurac település Franciaországban, Aude megyében. Lakosainak száma 108 fő (2022. január 1.). Camurac Montaillou, Belcaire, Comus, Mérial és Niort-de-Sault községekkel határos.

## Népesség
A település népességének változása:
| Lakosok száma | 160  | 134  | 149  | 120  | 111  | 103  | 98   | 102  | 104  | 108  |
|               | 1968 | 1982 | 1990 | 2006 | 2013 | 2015 | 2017 | 2019 | 2020 | 2022 |